# فتوحي المروزي
فتوحي المروزي (القرن السادس الهجري) هو من أدباء وشعراء إيران في القرن السادس الهجري.
هو أثير الدين المروزي، الملقب بشرف الحكماء، والمعروف بفتوحي. ولد ونشأ في مرو و عاصر السلطان سنجر السلجوقي وحظي لديه، كما عاصر الأديب صابر (ت. نحو سنة 550 هـ).